# 熊倉由美
熊倉 由美（くまくら ゆみ、現姓：山本、1978年9月5日 - ）は、日本の元女子バレーボール選手。

## 来歴
東京都豊島区出身。実姉の影響で小学2年よりバレーボールを始める。共栄学園高校在学時の1994年にインターハイ優勝を経験。
1995年には春高バレー優勝に貢献し、自らもルーキー賞を獲得した。同年にはバレーボール女子ユース世界選手権に出場、優勝となり、日本人初のMVPを獲得。
1996年に内定選手として、Vリーグのイトーヨーカドープリオールに入部。安定したサーブレシーブが持ち味であり、第7回VリーグにおいてVリーグ歴代4位となるサーブレシーブ成功率（85.55%）をマークした。
2001年に現役引退。夫は元パナソニックパンサーズの山本隆弘である。

## 所属チーム
- 区立花の木小（東金町ビーバーズ）
- 共栄学園中
- 共栄学園高校
- イトーヨーカドープリオール（1997-2001年）